# Stadt- und Stiftsarchiv Aschaffenburg

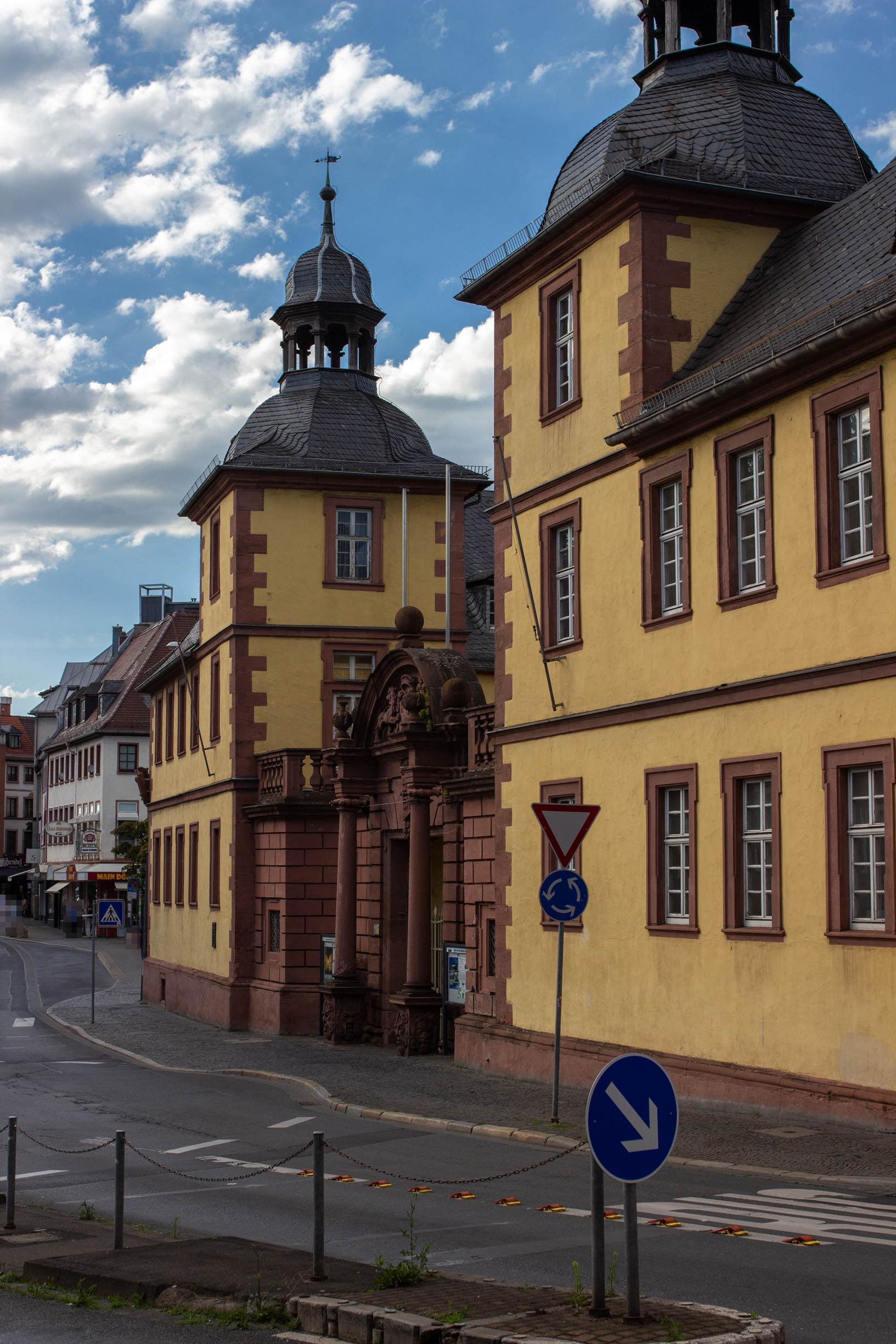
Eingang zum Schönborner Hof mit Schautafel des Archivs

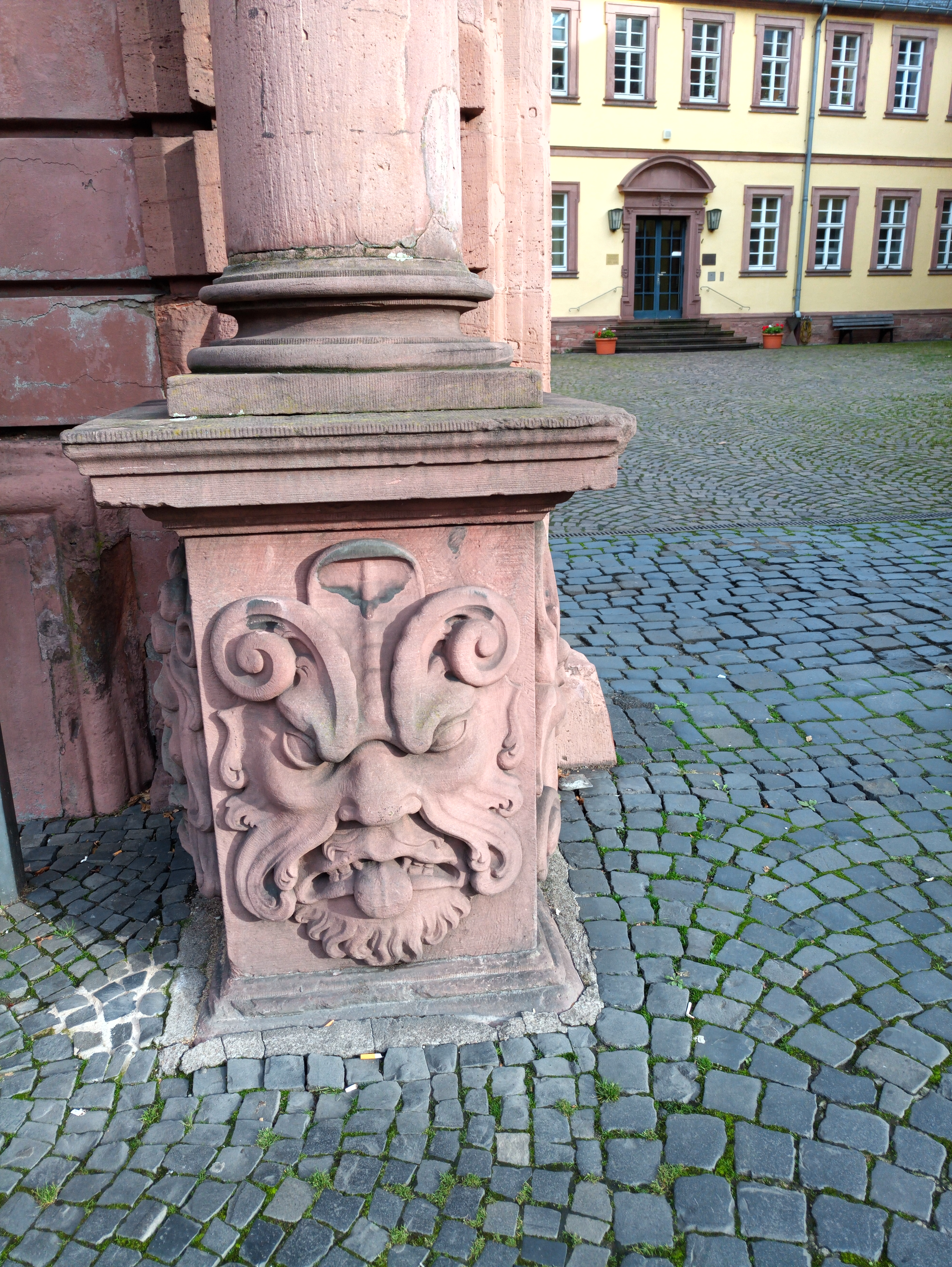
Eingang Stadt- und Stiftsarchiv (Detail)

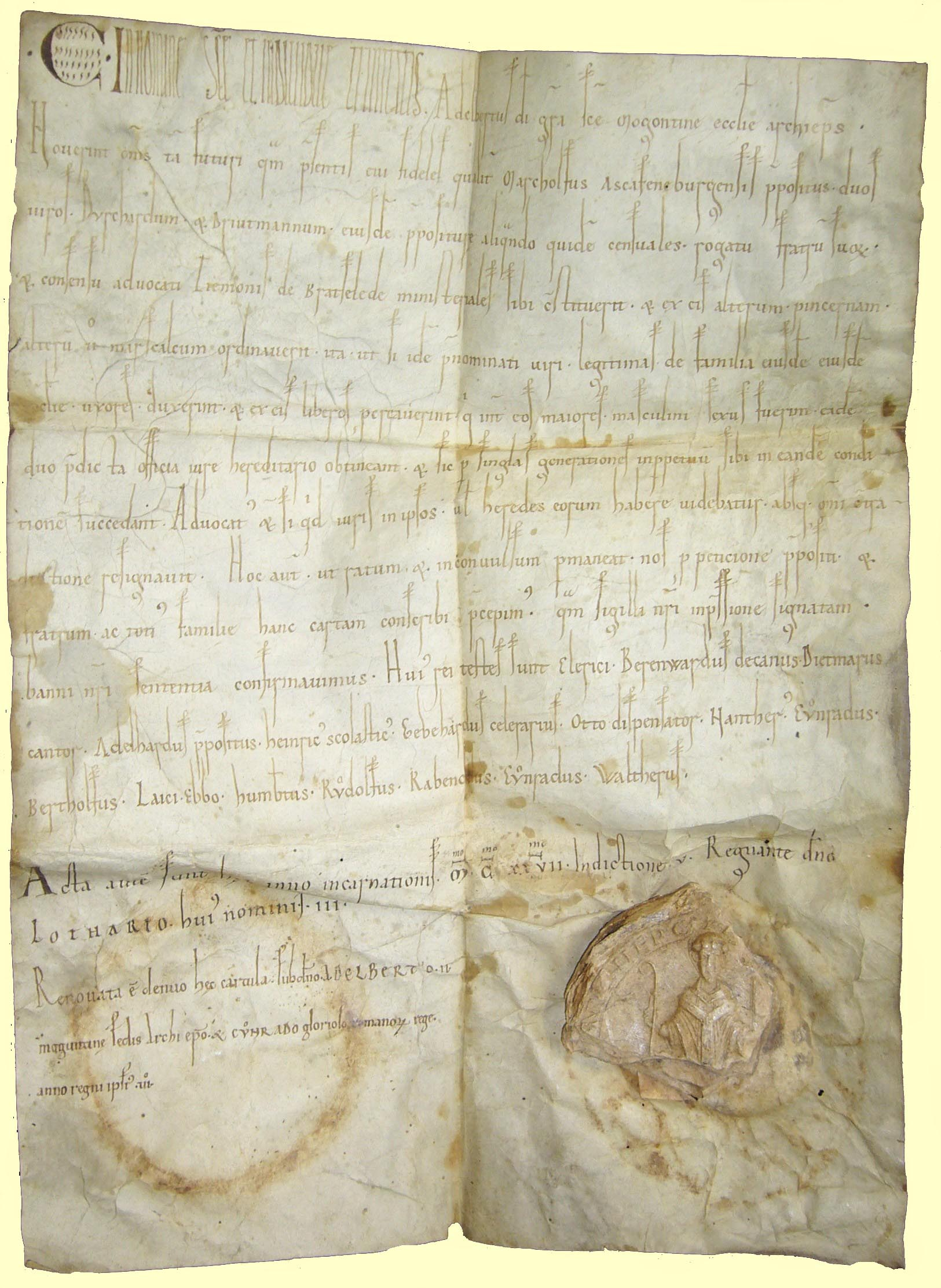
Urkunde des Mainzer Erzbischofs Adalberts I. im Stiftsarchiv

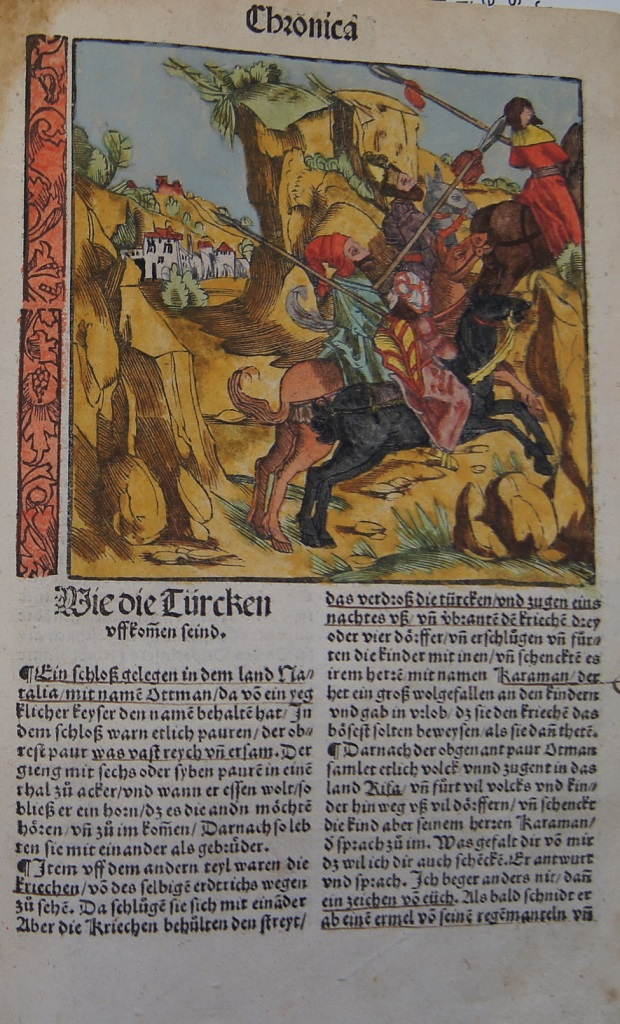
Türckische Chronica:Wie die Türcken uffkommen seind (1516)

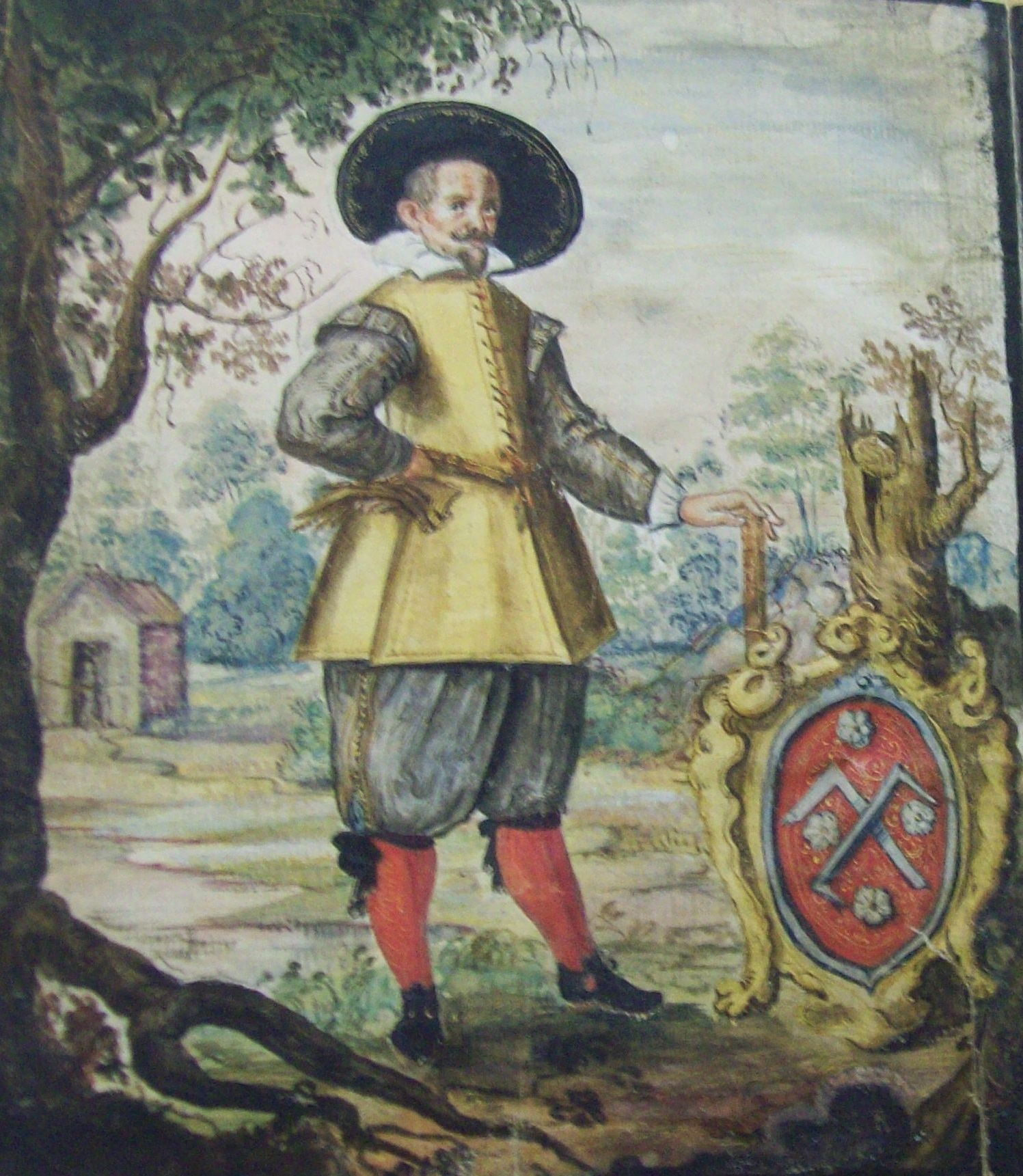
Georg Ridinger, Porträt von 1612

Das Stadt- und Stiftsarchiv Aschaffenburg ist ein bayerisches Kommunalarchiv. Als Stadtarchiv 1931 als eigenständige Institution gegründet, entstand es in seiner heutigen Form im Jahr 1939, als das Archiv des früheren Kollegiatstiftes St. Peter und Alexander als Depositum in die Verwaltung der Stadt Aschaffenburg überging. Seither führt das Archiv diesen Doppelnamen.
Seit 1982 befindet sich das Archiv im Schönborner Hof im Zentrum der Stadt. Zuvor hatte es sich an unterschiedlichen Standorten befunden (u. a. 1931 bis 1945 im Schloss Johannisburg). Zum Gebäude des Archivs zählen auch das benachbarte „Storchennest“ (Vortragssaal) sowie eine historische Hauskapelle, die nach Voranmeldung besichtigt werden kann. Ein digitales Archiv mit Podcasts und digitalen Inhalten zur Arbeit und Inhalt des Stadtarchives ist im Aufbau.
An das Archiv ist die Landeskundliche Bibliothek für Spessart und Untermain angeschlossen.

## Bestände
Der auch überregional bedeutende Bestand des Stiftsarchivs setzt im Hochmittelalter ein und reicht bis zum 19. Jahrhundert. Er umfasst neben mehreren Tausend Urkunden auch ca. 6.000 weitere Archivalien (darunter Akten, Amtsbücher, Rechnungen und Protokolle). Der Bestand des eigentlichen Stadtarchivs als Kommunalarchiv der Stadt Aschaffenburg setzt zu Beginn der Frühen Neuzeit ein; er wird ergänzt um zahlreiche Sammlungsbestände (u. a. Zeitungssammlungen, Fotosammlungen) sowie die öffentlich zugängliche Landeskundliche Bibliothek für den Spessart und den Bayerischen Untermain. Außerdem finden sich unter anderem die Archive eingemeindeter Orte im Stadtarchiv. Das Stadt- und Stiftsarchiv hat (Stand 2024) einen Teil seiner Bestände unter anderem über die Deutsche Digitale Bibliothek und das Archivportal-D zugänglich gemacht, darunter auch zahlreiche digitalisierte Archivalien. Umfangreiche partizipative Angebote tragen zur digitalen Erweiterung des Archivs bei.
Als Beispiel für kulturelle Schätze des Aschaffenburger Archivs seien die folgenden Archivalien aufgeführt:
- Das feierliche Privileg von Papst Lucius III. aus dem Stiftsarchiv: Im Regest vom 21. Dezember 1184, ausgestellt in Verona, stellte der Papst die Unverletzlichkeit des Besitzes vom Stift St. Peter und Alexander hervor und bestätigt dessen Freiheiten. Die hierin erfolgte detaillierte Auflistung des Besitzes des Stiftes, aus der sich etliche Ersterwähnungen von umliegenden Orten ableiten ließen, ist eine wichtige Quelle für die Lokalgeschichte.
- Die Türckische Chronica in der Landeskundlichen Bibliothek: Das von Johannes Adelphus verfasste und 1516 in Straßburg herausgegebene Buch mit dem Untertitel Von irem ursprung anefang und regiment/biß uff dies zeyt/sampt irem kriegen und streyten mit den christen begangen/Erbärmklich zu lesen wurde vom Aschaffenburger Geschichtsverein 1939 erworben und den Städtischen Sammlungen zur Verfügung gestellt.
- Das Zunftbuch der Aschaffenburger Krämer der Zünfte-Sammlung: Das Zunftbuch der Händler listet alle zwischen 1544 und 1668 angenommenen Krämer auf. Herausragendes Merkmal ist ein Bildnis des 1612 angefertigten Selbstporträts des Schlossbaumeisters Georg Ridinger (1568–1617), Architekt des Kurmainzer Schlosses Johannisburg.
- Die Akte zur Hexenverbrennung von 1629: Ein Verzeichnis aller in Aschaffenburg und Damm in den Jahren 1628 bis 1629 wegen Hexerei hingerichteten Männer und Frauen sowie ein Verzeichnis des dabei eingezogenen Vermögens.
- Blick auf Aschaffenburg von Süden: Dieser altkolorierte Kupferstich mit Aquatinta stammt vom Heidelberger Vedutenmaler und Kupferstecher Johann Jakob Strüdt (1773–1807). Er wurde um 1800 von der Mannheimer Kunsthandlung des Domenico Artaria (1765–1823)[5] aufgelegt. Das seltene und erstklassig erhaltene Blatt kostete beim Kauf 16 fl. 30 kr. und gehörte wohl zu den teuren Drucken seiner Zeit. Es ist Teil der Graphischen Sammlung.
- Ein Taschenkalender von 1905: Der nur 5,7 × 3,7 Zentimeter messende Notizkalender führt noch für jeden Tag die Namenstage auf und wurde vom Nürnberger Kunstverlag Theodor Stroefer hergestellt. Er war im Besitz des Aschaffenburgers Konrad Hock. Als Beispiel herausragender Gebrauchsgrafik ist er ebenfalls Teil der Graphischen Sammlung.
- Plakate und Plakatentwürfe des Traktorenbauers Güldner-Motoren-Werke AG.

Im Jahr 2020 wurde die Urkunde einer Schenkung von Kaiser Otto II. an St. Peter in Aschaffenburg aus dem Jahr 982 wiederentdeckt, die über hundert Jahre als verschollen gegolten hatte.

## Publikationen
In der seit 1988 bestehenden Reihe Aschaffenburger Studien, herausgegeben durch das Stadt- und Stiftsarchiv, sind über 20 Bände erschienen; die Reihe ist unterteilt in:
- I. Stadtgeschichtliche Beiträge
- II. Dokumentationen.

Weitere Veröffentlichungen wie Sonderpublikationen und Reprints mit stadtgeschichtlichen Beiträgen sowie die Mitteilungen aus dem Stadt- und Stiftsarchiv, die lokalgeschichtliche und wissenschaftliche Aufsätze beinhalten, ergänzen die Publikationsreihe.

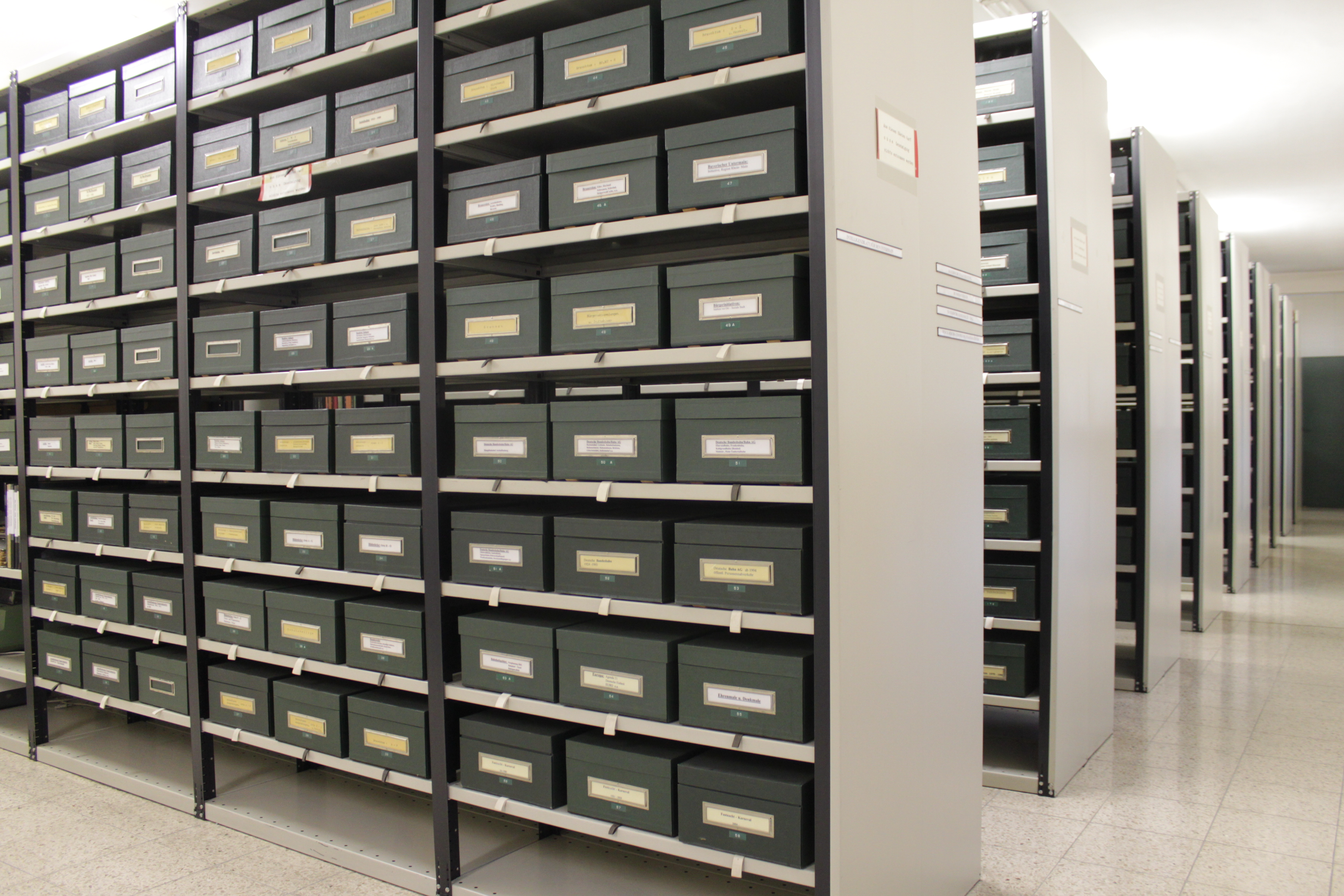
Magazin (Zeitungsausschnittssammlung) des Stadt- und Stiftsarchivs
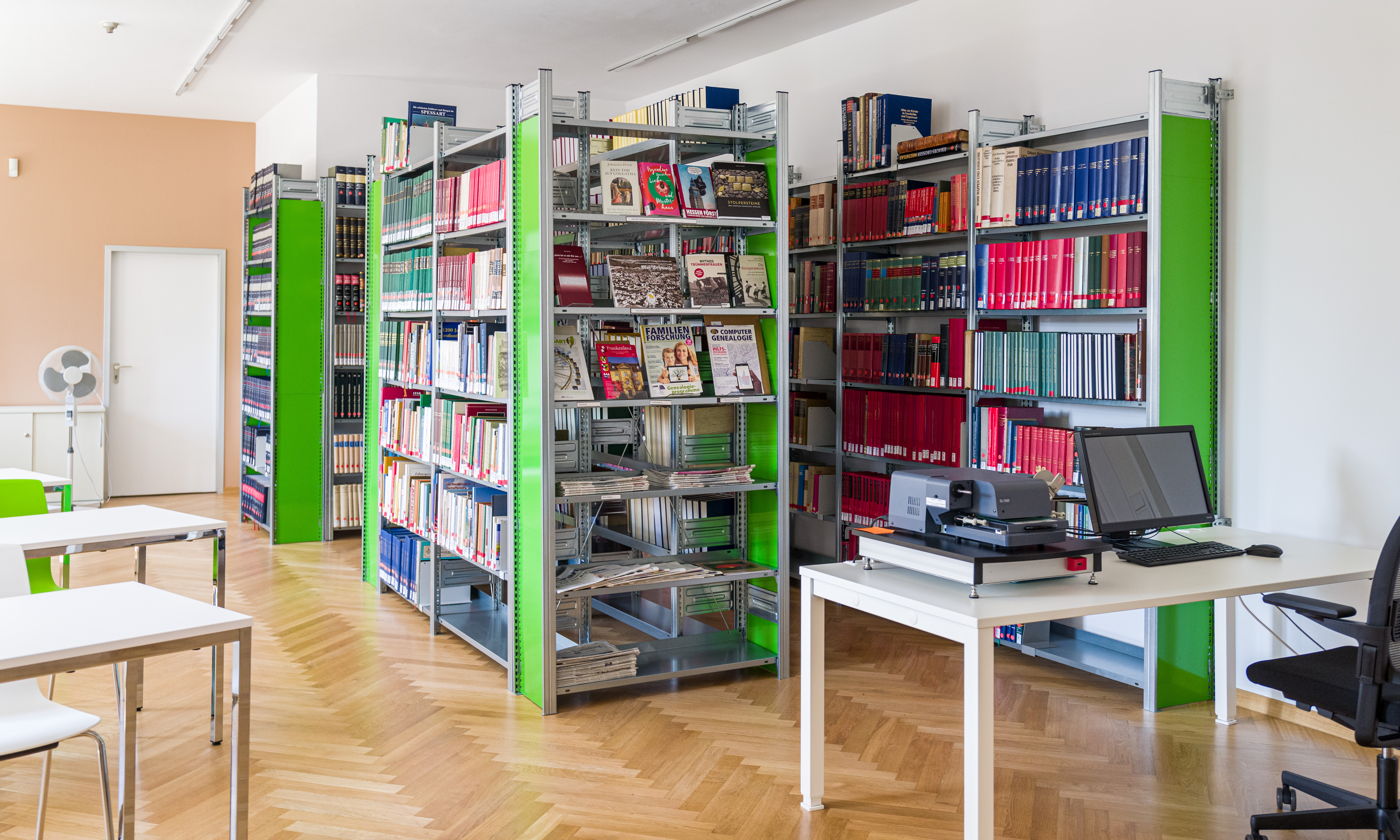
Lesesaal des Stadt- und Stiftsarchivs (neu gestaltet im Jahr 2019; Teilbereich im Bild)

## Archivleiter
- 1931–1943: Hans Morsheuser (Stadtarchiv)
- 1939–1945: Josef Wirth (Stiftsarchiv)
- 1943–1945: Christian Huber (Stadt- und Stiftsarchiv) als Vertreter des zum Wehrdienst einberufenen Josef Wirth
- 1945–1982: Willibald Fischer
- 1982–1983: Wolfgang Domarus
- 1983–2017: Hans-Bernd Spies
- seit 2017: Joachim Kemper